# 阿奥伊斯
阿奥伊斯（西班牙語：Aoiz）是西班牙纳瓦拉的一个市镇。总面积14平方公里，总人口1886人（2001年），人口密度135人/平方公里。